# Rebecca Smith (judoczka)
Rebecca Smith (ur. 9 września 1976) – australijska judoczka.
Srebrna medalistka mistrzostw Oceanii w 1996. Brązowa medalistka mistrzostw Australii w 1996 i 1998 roku.